# Norberto Rivera Carrera
Norberto Rivera Carrera, född 6 juni 1942 i La Purísima i Mexiko, är sedan 1998 en av Romersk-katolska kyrkans kardinaler.

## Biografi
Norberto Rivera Carrera studerade filosofi och katolsk teologi vid prästseminariet i Durango. Efter fördjupade studier avlade han doktorsgraden vid det påvliga universitetet Gregoriana i Rom och prästvigdes den 3 juli 1966 av påve Paulus VI.
Därefter verkade han i 18 år som professor i dogmatik vid prästseminariet i Durango. Han undervisade också i andra ämnen, var därtill aktiv i församlingssjälavården och engagerad i sociala frågor.
År 1985 utnämnde påve Johannes Paulus II honom till biskop av Tehuacán. 1995 blev han ärkebiskop i huvudstaden Ciudad de México.
År 1998 utsågs Rivera Carrera av påve Johannes Paulus II till kardinalpräst med San Francesco d'Assisi a Ripa Grande som titelkyrka.